# Folie à deux (Секретные материалы)
«Folie à deux» — 19-й эпизод 5-го сезона сериала «Секретные материалы». Премьера состоялась 10 мая 1998 года на телеканале FOX. Эпизод принадлежит к типу «монстр недели» и не связан с основной «мифологией сериала», заданной в первой серии. Режиссёр — Ким Мэннэрс, автор сценария — Винс Гиллиган, приглашённые актёры — Митч Пиледжи, Брайан Маркинсон, Джон Апичелла.
Folie à deux — французское название индуцированного бредового расстройства, описанного в психиатрии. Может быть охарактеризовано как «обоюдное сумасшествие».
В США серия получила рейтинг домохозяйств Нильсена, равный 11,0, который означает, что в день выхода серию посмотрели 17,63 миллиона человек.
Главные герои серии — Фокс Малдер (Дэвид Духовны) и Дана Скалли (Джиллиан Андерсон), агенты ФБР, расследующие сложно поддающиеся научному объяснению преступления, называемые Секретными материалами.

## Сюжет
Гари Ламберт, работник колл-центра в Чикаго компании VinyRight начинает слышать странное стрекотание на работе. Позже ему мерещится образ некого гигантского насекомого на месте его босса — Грега Пинкуса. Позже Пинкус вызывает коллегу Гари — Нэнси Айрансон в офис. Вернувшуюся коллегу Гари видит полуразложившимся трупом. В конце концов, Гари записывает сообщение о существовании монстра и призывает проигрывать его каждый час по радио.
Уолтер Скиннер назначает на это дело Малдера и Скалли, но Малдер отправляется один, считая, что дело не интересное. В компании VinyRight уже происходили инциденты, связанные со странным поведением сотрудников. Один раз сотрудник даже начал угрожать пистолетом. Малдер отправляется к Пинкусу, тот даёт послушать запись. Малдер разбирает в записи слова «скрывающийся на свету» и просит Скалли просмотреть свои старые папки на упоминание этих слов. Тем временем Ламберт окончательно сходит с ума и решает вооружиться Автоматом Калашникова, чтобы уничтожить монстра, а заодно и показать его миру. Скалли сообщает, что слова «скрывается на свету» упоминались в деле 1992 года: местный священник, Джеральд Резник, тогда произнёс эти слова следователю полиции Лэйкленда, штат Флорида. Джеральд утверждал, что среди прихожан был дух, который только он способен увидеть. Одним воскресеньем он пришёл на мессу с 4-мя пистолетами и устроил бойню, а после покончил с собой. Малдер соглашается, что ему может пригодиться помощь Скалли.
Малдер вновь навещает офис VinyRight, но оказывается среди заложников, которых захватил Гари Ламберт. Он желает получить доступ к телевидению с целью показать «монстра» — Грэга Пинкуса. Разумеется, монстра, как и «зомбированных» работников компании, видит только сам Гари. Скалли прибывает на место, где уже работают силы спецназа во главе с агентом Райсом. Малдер пытается вытащить свой пистолет из кобуры, но из-за звонка агента Райса оказывается раскрыт. В этот момент на Ламберта пытается напасть работник компании — Марк Бакус, но его убивает Гари. После этого он начинает рассуждать о том, что Марк уже был ходячим трупом, а значит, в его убийстве нет ничего плохого. По требованию Ламберта в офис приводят оператора для снятия обращения. Гари хочет застрелить Грега на камеру, но перед ним встаёт Малдер. В здании тухнет свет. Гари убеждает Малдера обернуться и посмотреть на Грэга. Обернувшись, Малдер видит ужасного монстра на месте Пинкуса. В этот момент стену проламывает БТР, врывается спецназ, сразу же убивающий Ламберта.
Малдер допрашивает Пинкуса и выясняет, что тот находился в городах, в которых произошли подобные инциденты в прошлом и где упоминались слова «скрывается на свету», включая инцидент в Лэйкленде. Это наталкивает Малдера на мысль, что Гари говорил правду. Скалли же считает, что Малдер пережил стресс, что вызвало так называемый Folie à deux, то есть одинаковый бред, наблюдающийся у двух людей. Малдер просит ради него провести вскрытие тела Марка Бакуса, но Скалли отказывается. Вместе с агентом Райсом Малдер идёт в дом Ламберта, где выясняется, что тот тоже отслеживал похожие случаи. За окном Малдер видит Нэнси Айрансон в виде зомби и сразу начинает погоню, но ей удаётся скрыться в машине Пинкуса.
Скиннер хочет узнать у Скалли, в чём причина странного поведения Малдера и почему он вернулся в Чикаго. Скалли не решается сказать, что Малдер принял слова Гари за правду. Позже Скалли вместе с ассистентом проводит осмотр тела Бакуса и обнаруживает, что тот был мёртв как минимум за день «смерти» от пули Ламберта. Тем временем Малдер следует за машиной Пикуса и добирается до дома сотрудницы компании VinyRight — Грэтчин Старнс. Через окно Малдер видит, как некое насекомоподобное существо подходит к смотрящей телевизор женщине. Фокс разбивает окно, но существо скрывается. Выбив дверь, Малдер обнаруживает лишь зомбированное тело женщины и кричит про монстра. Скиннер, Пинкус, нормальная Старнс пытаются разобраться в ситуации. Малдер клянётся тем, что видел. Скиннер же считает, что Фокс сошёл с ума. Старнс уходит, оставляя Пинкуса одного с Скиннером и Малдером. Пикус прощает Малдера, считая, что тот пережил стресс, и обещает не обращаться в суд. В этот момент Малдер видит, что Пинкус превращается в насекомое с иглой в качестве оружия. Фокс хватает пистолет, но Скиннер останавливает его.
Малдера помещают в дурдом. Тем временем Скалли во время повторного осмотра обнаруживает следы от укола на теле Бакуса. К Малдеру в палату через окно подбирается существо. На крики прибегает медсестра и показывает, что за окном никого нет. Она оставляет его открытым, считая, что Малдеру нужно «проветриться». В этот момент видна кровь на задней части шеи сестры, что говорит о том, что её существо тоже поразило. Скалли приезжает навестить Малдера, ей кажется, что медсестра тоже является зомби. В тот момент, когда существо почти убило Малдера, в палату врывается Скалли и стреляет из пистолета. Существо выпадает из окна, что говорит о том, что оно всё время было реальным.
Скалли докладывает Скиннеру, что считает психическое здоровье Малдера стабильным, а также сообщает о проколах на теле Бакуса и исчезновении Пинкуса вместе с 6-ю сотрудниками компании, которых Ламберт ранее описал как зомби, и медсестры. В финале другой сотрудник компании VinyRight сообщает клиенту, что «оно здесь», и слышит при этом звуки стрекотания.